# Insentiraja laxipella
Insentiraja laxipella là loài cá đuối nhỏ sống ở tầng nước sâu. Chúng chỉ sinh sống quanh sườn lục địa Queensland.
Do thiếu thông tin về mô tả sinh vật học và quy mô đánh bắt của loài này, loài Insentiraja laxipella vẫn được xếp vào diện loài thiếu dữ liệu.